# Sphenomorphus murudensis
Sphenomorphus murudensis är en ödleart som beskrevs av  Smith 1925. Sphenomorphus murudensis ingår i släktet Sphenomorphus och familjen skinkar. Inga underarter finns listade i Catalogue of Life.